# 足立力也
足立 力也（あだち りきや、1973年3月15日 - ）は、日本のフリーライター、コスタリカ研究家。

## 来歴
福岡県福岡市西区（現早良区）生まれ。西南学院中学校・高等学校、立命館大学国際関係学部卒業、立命館大学大学院国際関係学研究科博士前期課程修了。その後、一旦はプログラマーの道へ進み民間企業に就職したが、1年で退職。1999年からコスタリカの国立ナシオナル大学大学院博士課程で研究生活を送った。帰国後は平和や教育に関する講演や執筆のほか、翻訳・通訳（英語・スペイン語）、紛争解決ワークショップ等の活動を行っている。
「日本でコスタリカ研究の第一人者」と形容されることもあり、2019年にはコスタリカ社会科学研究所を設立し代表理事となる。

## 著書
- 単著
  - 『丸腰国家 軍隊を放棄したコスタリカ・60年の平和戦略』、2009年、扶桑社新書、ISBN 978-4-594-05872-2
  - 『平和ってなんだろう 「軍隊をすてた国」コスタリカから考える』、2009年、岩波ジュニア新書、ISBN 978-4-00-500622-9
  - 『緑の思想 経済成長なしで豊かな社会を手に入れる方法』、2013年、幻冬舎ルネッサンス、ISBN 978-4-7790-1011-8

- 共編著
  - （早乙女愛）『平和をつくる教育　『軍隊をすてた国』コスタリカの子どもたち』、2002年、岩波ブックレットNo. 575、ISBN 978-4-00-009275-3
  - （国本伊代）『コスタリカを知るための55章』、2004年、明石書店、ISBN 978-4750318806
  - （鬼沢真之・佐藤隆編）『学力を変える総合学習』、2006年、明石書店、ISBN 978-4750323831